# Lactista punctata
Lactista punctata är en insektsart som först beskrevs av Carl Stål 1873.  Lactista punctata ingår i släktet Lactista och familjen gräshoppor. Inga underarter finns listade i Catalogue of Life.